# 72

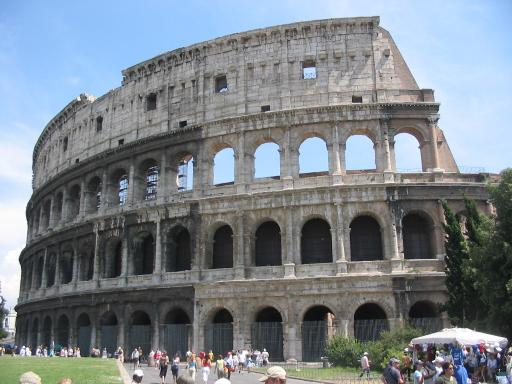
Colosseum

Het jaar 72 is het 72e jaar in de 1e eeuw volgens de christelijke jaartelling.

## Gebeurtenissen

### Italië
- In Rome worden Vespasianus Augustus en Titus Caesar Vespasianus, door de Senaat herkozen tot consul van het Imperium Romanum.
- Keizer Vespasianus begint met de bouw van het Amphitheatrum Flavium, beter bekend als het Colosseum. Het gebouw wordt gefinancierd uit de krijgsbuit van Jeruzalem (zie: 70).
- Het koninkrijk Commagene in Klein-Azië, wordt bij het Romeinse Keizerrijk ingelijfd.

### Midden-Oosten
- In Judea verovert het Romeinse leger (Legio X Fretensis) het versterkte fort Machaerus op de Zeloten. Na een belegering wordt de stad op bevel van Lucilius Bassus verwoest.
- De Romeinen stichtten Neapolis (huidige Nablus) op de Westelijke Jordaanoever.
- Nadat Jeruzalem en de Tempel van Herodes in het jaar 70 vernietigd zijn, vergadert het Sanhedrin (de Joodse "Hoge Raad") in Javne. Dit is het Sanhedrin van Jamnia.

## Overleden
- Thomas, apostel, sterft als martelaar in India